# 엘리자베트 폰 데어 팔츠

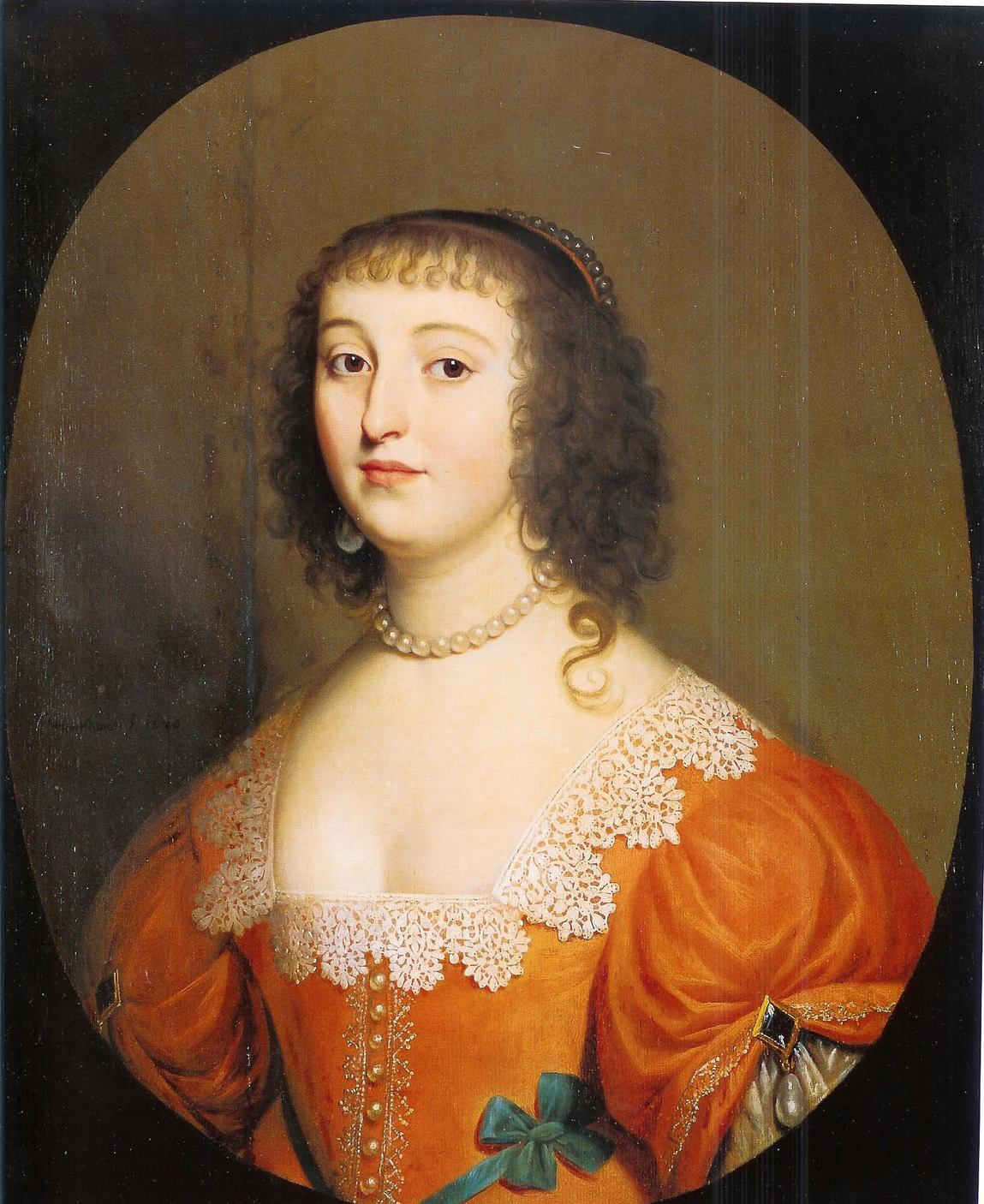

엘리자베트 폰 데어 팔츠(독일어: Elisabeth von der Pfalz, 1618년 12월 26일 - 1680년 2월 11일)는 17세기 독일의 귀족이다. 프리드리히 5세 폰 데어 팔츠 선제후의 딸이다. 1667년부터 헤르포르트 수녀원의 수녀원장후를 지냈다.
르네 데카르트와 서신을 교류한 철학자로 가장 잘 알려져 있다. 엘리자베트는 데카르트의 이원론 형이상학에 비판적이었다.